# Święty Marcin i żebrak
Święty Marcin i żebrak – obraz olejny hiszpańskiego malarza pochodzenia greckiego Dominikosa Theotokopulosa, znanego jako El Greco. Sygnowany w górnym prawym roku grecką kursywą: doménikos theotokópoulos e’poíei.

## Zamówienie
W 1597 roku El Greco otrzymał zlecenie na wykonanie kilku obrazów dla nowo wybudowanej kaplicy w Toledo, poświęconej św. Józefowi. Zleceniodawcą był profesor teologii na uniwersytecie w Toledo Martin Ramirez. 9 września artysta podpisał kontrakt na wykonanie trzech ołtarzy do dnia sierpniowego święta Matki Boskiej. Umowa bardzo szczegółowo określała zakres zlecenia: obraz do głównego ołtarza miał przedstawiać św. Józefa, nad nim miała znajdować się scena Ukoronowania Marii, a po jej bokach wizerunki dwóch innych świętych. Dodatkowo El Greco miał wykonać z rzeźbionego drewna ramy pokryte złoceniami. Po namalowaniu dwóch pierwszych obrazów Święty Józef z Dzieciątkiem Jezus i Koronacja Matki Boskiej artysta stworzył dwa kolejne do naw bocznych pt. Święty Marcin i żebrak oraz Madonnę z Dzieciątkiem i świętymi.

## Opis obrazu
Jest to jedno z najbardziej oryginalnych dzieł El Greca, odbiegające od tradycyjnie przyjętego sposobu ukazywania świętego Marcina. Według legendy św. Marcin miał spotkać na drodze marznącego biedaka, z którym podzielił się własnym płaszczem. W nocy ukazał mu się Bóg i rzekł do niego: Co uczyniłeś dla tego biednego człowieka, uczyniłeś dla mnie.
Kompozycja obrazu wymuszona była wielkością poprzedniego dzieła, wiszącego pierwotnie w tej samej kaplicy naprzeciwko. Większą część obrazu zajmuje biały rumak umieszczony na ukos, mający sprawiać wrażenie głębi. Zamiar udał się jedynie połowicznie i koń pozostaje na pierwszym planie, zastygły, gotowy do dalszej drogi. Na jego grzbiecie artysta maluje rycerza we wspaniałej, lśniącej zbroi. Prawdopodobnie El Greco wzorował się na konnym posągu Colleone znajdującym się w Wenecji, choć jego rycerz ma typowe hiszpańskie rysy. Również i strój jest hiszpański. Wąską, asymetryczną i smutną twarz otacza biała kreza, zbroja ozdobiona jest złotymi haftami, aksamitnymi frędzlami, błyszczącymi butami w złotych strzemionach. Ponadto, pod zbroją widoczna jest cienka plisowana bielizna, a na kolanach przerzucony jest zielono-złoty płaszcz. Dla bogato przystrojonego rycerza kontrastem jest spotkany na drodze żebrak, któremu El Greco poskąpił jakiegokolwiek ubrania. Jego nagość i wychudzone ciało kontrastuje z bogactwem. Również jego pokorna postawa jest przeciwieństwem wyniosłości rycerza.
El Greco umieszcza scenę na drodze do miasta Toledo widocznego w tle. Na pierwszym planie widoczna jest machina do tłoczenia wody, zbudowana przez zegarmistrza z Kremony, Giannella della Torrego. Machina zaopatrywała miasto w wodę i choć jej wydajność nie była wystarczająca, była uznawana za jeden z cudów miasta. Malarz uczynił z niej znak rozpoznawczy, godło miasta ukazanego na pierwszym planie u dołu.
Po ukończeniu obrazu zamawiający Martin Ramirez zakwestionował sumę jaką zażądał El Greco 31328 reali. Problem z wynagrodzeniem za pracę przewija się bardzo często w życiu artysty. I tym razem z Madrytu zostaje wezwany ekspert, który ma ustalić wartość dzieła. W 1599 roku dochodzi do porozumienia i doktor zobowiązuje się do spłaty zobowiązania w ciągu dwóch kolejnych lat. Obraz El Greca uznany został za arcydzieło; wielu prywatnych klientów pragnęło pozyskać kopie.
Obecnie znanych jest osiem mniejszych replik powstałych na przestrzeni kilku lat. Jedna z nich znajduje się w Art Institute of Chicago

## Proweniencja
Obraz z kolekcji waszyngtońskiej przed 1880 rokiem znajdował się w kolekcji barona Isidora Taylora. Harold Wethey zidentyfikował go jako dzieło sprzedane na aukcji 24–26 lutego 1880 roku w Hotelu Drouot, w Paryżu. Następnie obraz trafił do prywatnej kolekcji Louisa Manzini z Paryża (w jego ewidencji obraz widniał jako Portret świętego Ludwika), a po 1908 roku do kolekcji Josse’a i Gastona Bernheima-Jeune, paryskich marszandów. Obraz sprzedali 19 czerwca 1929 domu aukcyjnemu M. Knoedler & Co. z Nowego Jorku. 28 marca 1930 roku płótno zostało sprzedane do kolekcji Andrew W. Mellona. W 1937 roku został przekazany jako darowizna dla National Gallery of Art.